# Kolinec
Městys Kolinec (německy Kolinetz) se nachází v okrese Klatovy, Plzeňský kraj. Žije zde přibližně 1 400 obyvatel. Leží na železniční trati Horažďovice předměstí – Domažlice.

## Název
Původní německý název městyse byl odvozen ze středněhornoněmeckého výrazů stetelîn či stetlîn, které označovaly, podobně jako staročeské slovo městec, malé místo nebo městečko. Jméno Kolinec vzniklo ve čtrnáctém století odvozením z latinského pojmenování Colonia, které bylo volným překladem původního názvu. V historických pramenech se jméno městečka objevuje ve tvarech: Staetlino (1290, 1312), Stedelins (1320), Colonia (1369), Colonicz (1384 až okolo roku 1405), Kolinecz (1380), Monori Colonia (1566), na Kolinczy (1610), na Kolinci (1615) nebo Kolinecz (1790).

## Historie
Nejstarší doklady osídlení krajiny v okolí Kolince pocházejí ze šestého století, ovšem trvalejší sídla vznikla až v první polovině století třináctého. První písemná zmínka o Kolinci pochází z roku 1290. V té době zde stál románský tribunový kostel, s přilehlým panským sídlem opevněný valy a příkopy. Později se Kolinec stal věnným městečkem české královny a následně se dostal jako královské manství pánům z Velhartic. Za dalších držitelů pánů z Rožmitálu byl v letech 1506–1507 propuštěn z manství a městečko získalo právo trhu. V roce 1541 získal Kolinec Václav Vintíř z Vlčkovic, který v něm vystavěl na opačném konci než byla původní tvrz nové renesanční sídlo s rozsáhlým hospodářstvím. Roku 1601 získalo městečko právo druhého trhu.
Roku 1607 koupila Kolinec Markéta Perglárová, následně Kocové z Dobrše. Roku 1656 získala tvrz i městečko Kateřina Eleonora z Klenové. V roce 1659 vypukl v městečku velký požár, který nejspíše poškodil i zámek, a ten byl kolem roku 1666 přestavěn barokně. Dalšími majiteli byli Fruveinové z Podolí a 1695 se dostal do držení italské rodiny Sissa. Noví majitelé zde už nesídlili, zámek chátral, po roce 1794 měnil často majitele a roku 1815 ho kupuje hrabě Karel z Pötingu. Za něj byl zámek přestavěn v empírovém slohu. 1837 koupil panství Kolinec hrabě Ludvík Taffe z irského šlechtického rodu sídlící v Nalžovech.
V lesích nad Ovčínem probíhala do první třetiny 20. století těžba kvalitní šedomodré žuly. Je známo, že se tato žula dovážela i do Vídně (patrně z důvodu úzkých vazeb rodiny irského hraběte Taaffeho na císařský dvůr) a byla využita ke stavbám některých honosných staveb.
Kolinec původně vůbec neměl mít napojení na železnici. To, že se tak nakonec nestalo a že železnice z Klatov nevedla původně plánovaným koridorem přes Velhartice, ale do Kolince, je zásluhou takřka výhradně hraběte Taaffeho (resp. jeho rodiny), který hodlal mít ke svému tehdejšímu pivovaru v Kolinci přivedenou železnici. Už bylo zapomenuto, že stavba železnice z Klatov byla na základě lobbingu hraběte Taaffeho „na poslední chvíli“ odkloněna směrem na Kolinec na přímý pokyn rakouského císaře; neobvyklost současné trasy železničních kolejí a "náhlost" změny trasy je do dnešní doby částečně patrná na cestě z Klatov u obce Běšiny. V obci byla a dosud je (a nově zrekonstruovaná) malebná nádražní budova s přilehlými menšími nádražními budovami.
V místě obce byla za socialismu plánována stavba menší vodní přehrady. Taktéž zde byla v padesátých letech dvacátého století nalezena českými geologickými průzkumníky ložiska uranu (zejména v kopcovité oblasti Ovčína), dočasně zde byly i umístěny malé vrtné věže. Nakonec však bylo vše odklizeno a záměr těžby záměrně nezveřejněn.
V roce 2014 proběhla rekonstrukce kolineckého koupaliště postaveného u řeky Ostružné ve třicátých letech dvacátého století. Městečko se několikrát objevilo v televizním seriálu Policie Modrava, naposledy v režisérem Soukupem připravované sérii z roku 2021, kdy byly lokačními manažery vybrány nemovitosti na Novém ovčíně nedaleko železnice.

## Obecní správa

### Části obce
- Kolinec
  - Středka
  - Nový Ovčín
  - Starý Ovčín
- Bernartice
- Boříkovy
- Brod
- Buršice
- Hradiště
- Javoří
- Jindřichovice
- Lukoviště
- Malonice
- Mlázovy
- Podolí
- Sluhov
- Střítež
- Tajanov
- Tržek
- Ujčín
- Vlčkovice
  - Smrčí

Od 10. října 2006 byl obci vrácen status městyse.
V letech 1850–1929 k městysi patřil i Konín a od 1. července 1980 do 23. listopadu 1990 také Lešišov.

### Znak
Znakem městyse je stříbrný lev (udává se též lvice) na červeném poli, což mj. odráží původní povahu a historii města coby královnina města se speciálním právním statutem (více svobod pro poddané než v jiných, kupř. feudálních nebo církevních městech).

## Hospodářství
V roce 1926 založil Václav Onder v Kolinci ševcovskou dílnu. Po znárodnění podniku výroba bot pokračovala pod vedením Miroslava Ondera. Rodině se dílna vrátila roku 1991, a od té doby v ní rodina Onderů provozuje obuvní firmu Redno Šumava.

## Pamětihodnosti
- Empírový zámek Kolinec, v němž sídlí od roku 1920 místní základní škola. Postaven po roce 1565 na místě dřívějšího panského sídla Václavem Vintířem z Vlčkovic. V roce 1666 vyhořel a zpustlý zámek přestavěla Kateřina Eleonora z Klenové. Po roce 1815 přestavěn empírově Karlem Pöttingem. Na přelomu devatenáctého a dvacátého století v něm byl pivovar hraběte Taaffeho, který vstoupil po vzniku Československa ve dvacátých letech do likvidace. V letech 1967–1969 byla budova upravena pro potřeby základní školy.
- Kostel svatého Jakuba Většího se hřbitovem
- V jeho blízkosti stojí dnešní knihovna, která bývala budovou školy
- Židovský hřbitov na návrší v jihovýchodní části městysu (kopec Vidhošť)
- Synagoga v místech dnešní prodejny na náměstí byla zbořena.
- Barokní most se sochou svatého Jana Nepomuckého přes Kalný potok
- Pomník obětem světových válek u budovy základní školy
- Pomník 1. dělostřeleckému pluku Čs. samostatné obrněné brigády, který v obci „ukončil svou bojovou cestu“
- Křížek u čp. 169, další křížek stojí u kostela
- Kaplička v jihovýchodní části obce
- Fara
- V úpatí kopce Vidhošť je, podle pověstí zázračná, studánka.

## Osobnosti
- Matyáš Borbonius z Borbenheimu (1556–1627), doktor lékařství a zemský lékař za Rudolfa II., básník, pobělohorský exulant[11]
- Mistr Šimon Skála, děkan artistické fakulty pražské univerzity, současník Matyáše Borbonia
- Jan Král (1823–1911), virtuos ve hře na housle, první houslista Stavovského divadla v Praze
- Celestin Matějů (1880–1959), akademický malíř

## Galerie

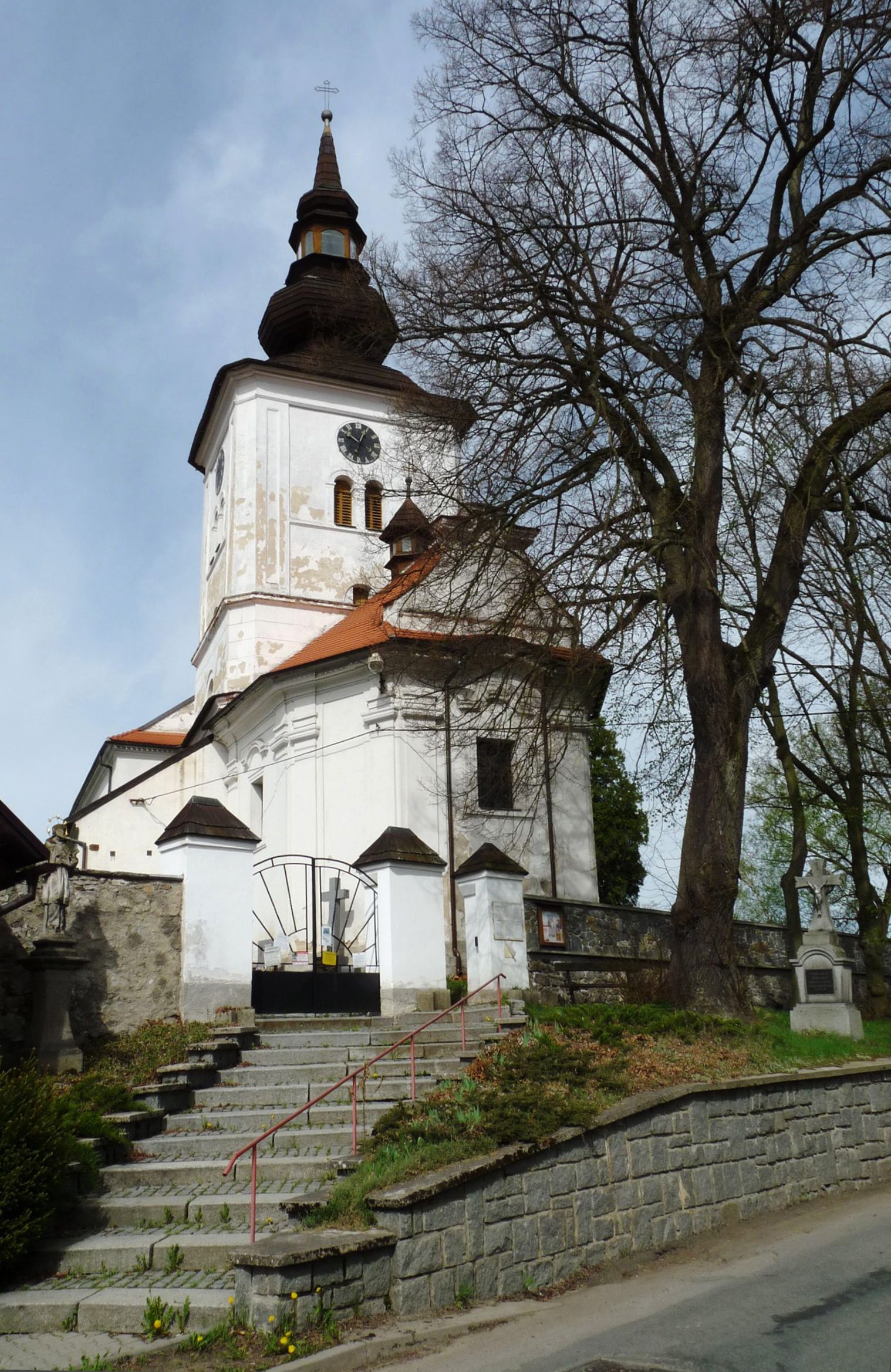
kostel svatého Jakuba Většího
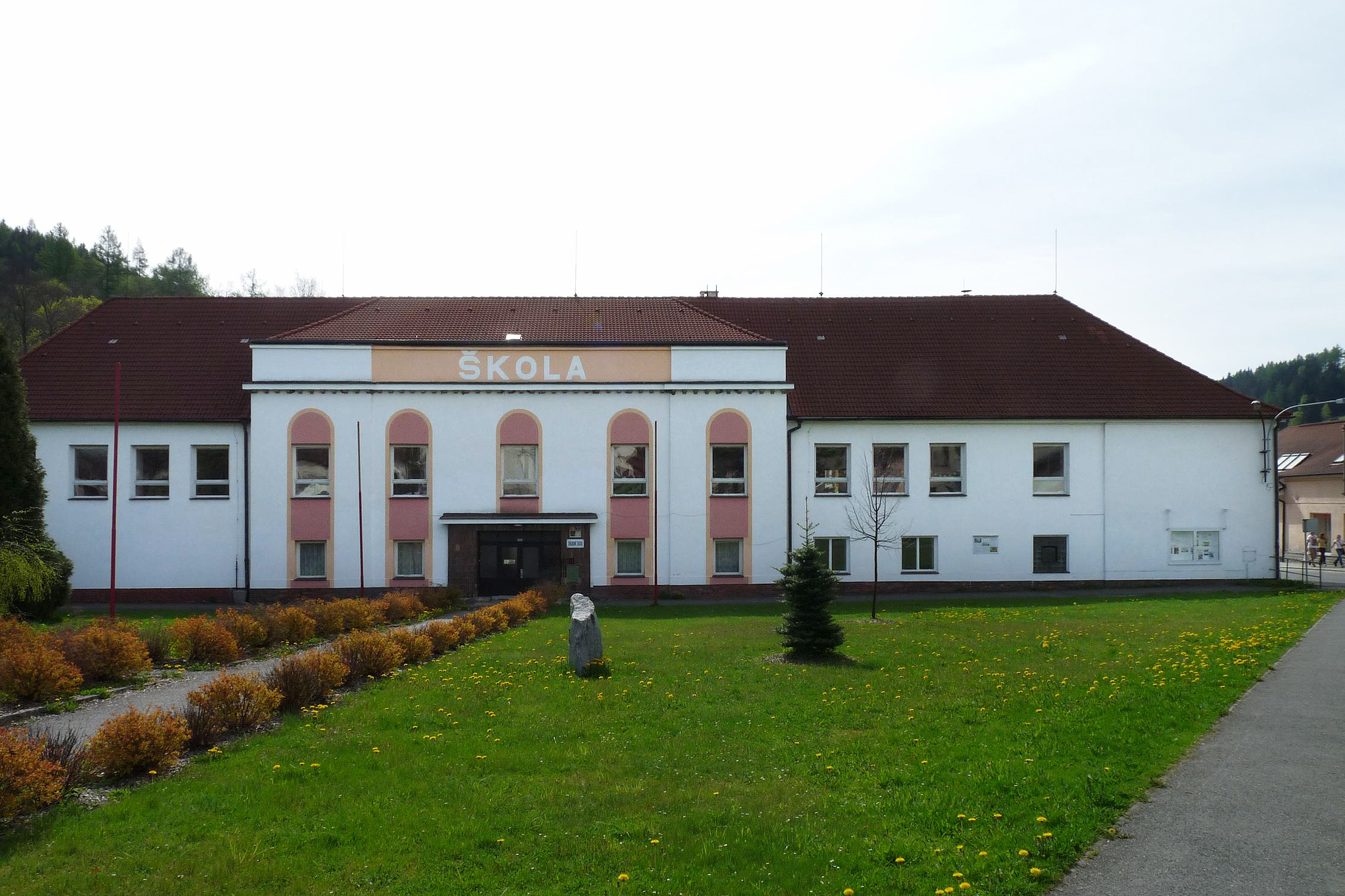
základní škola, původně zámek
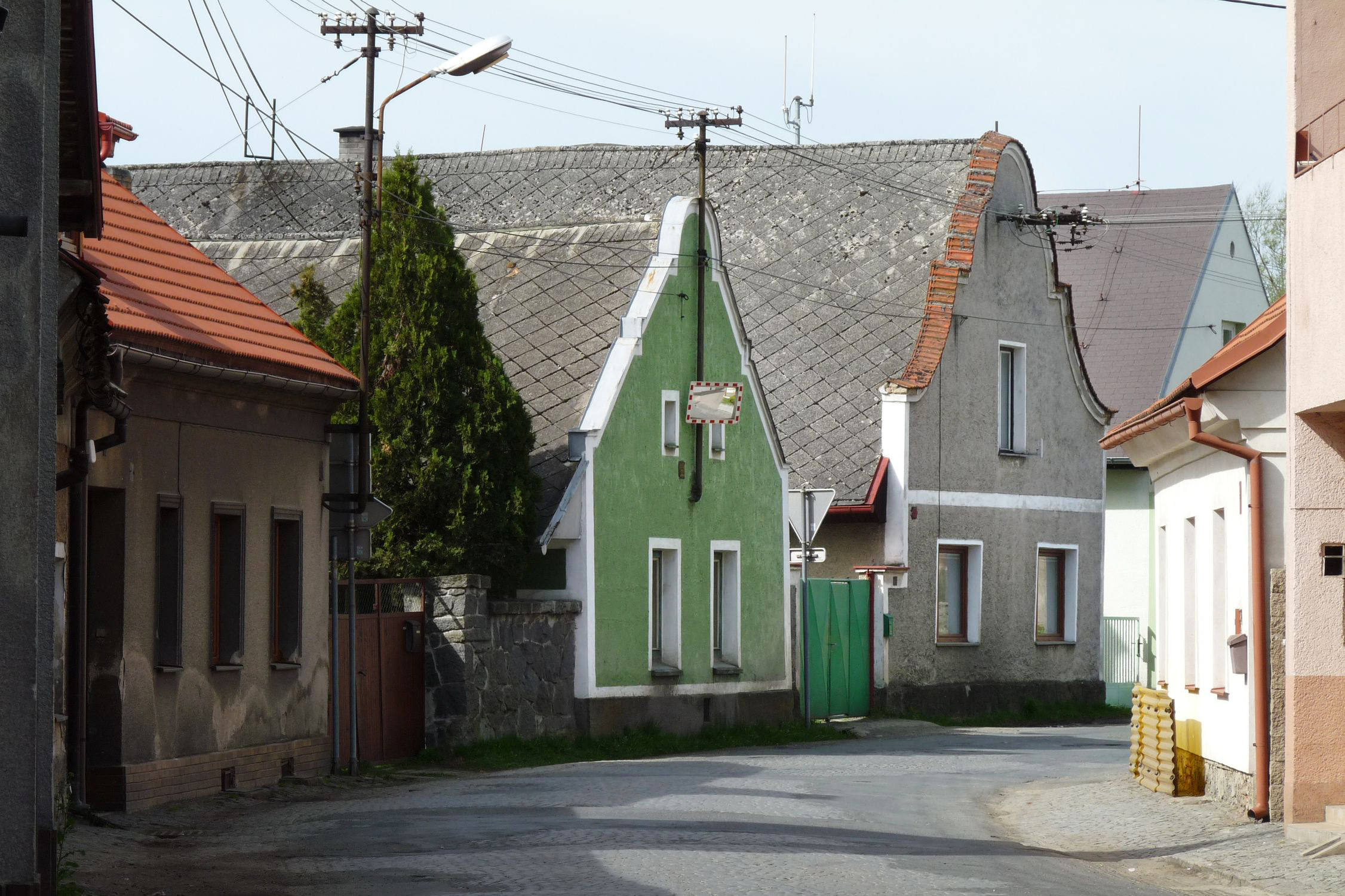
domy č.p. 46 a 47
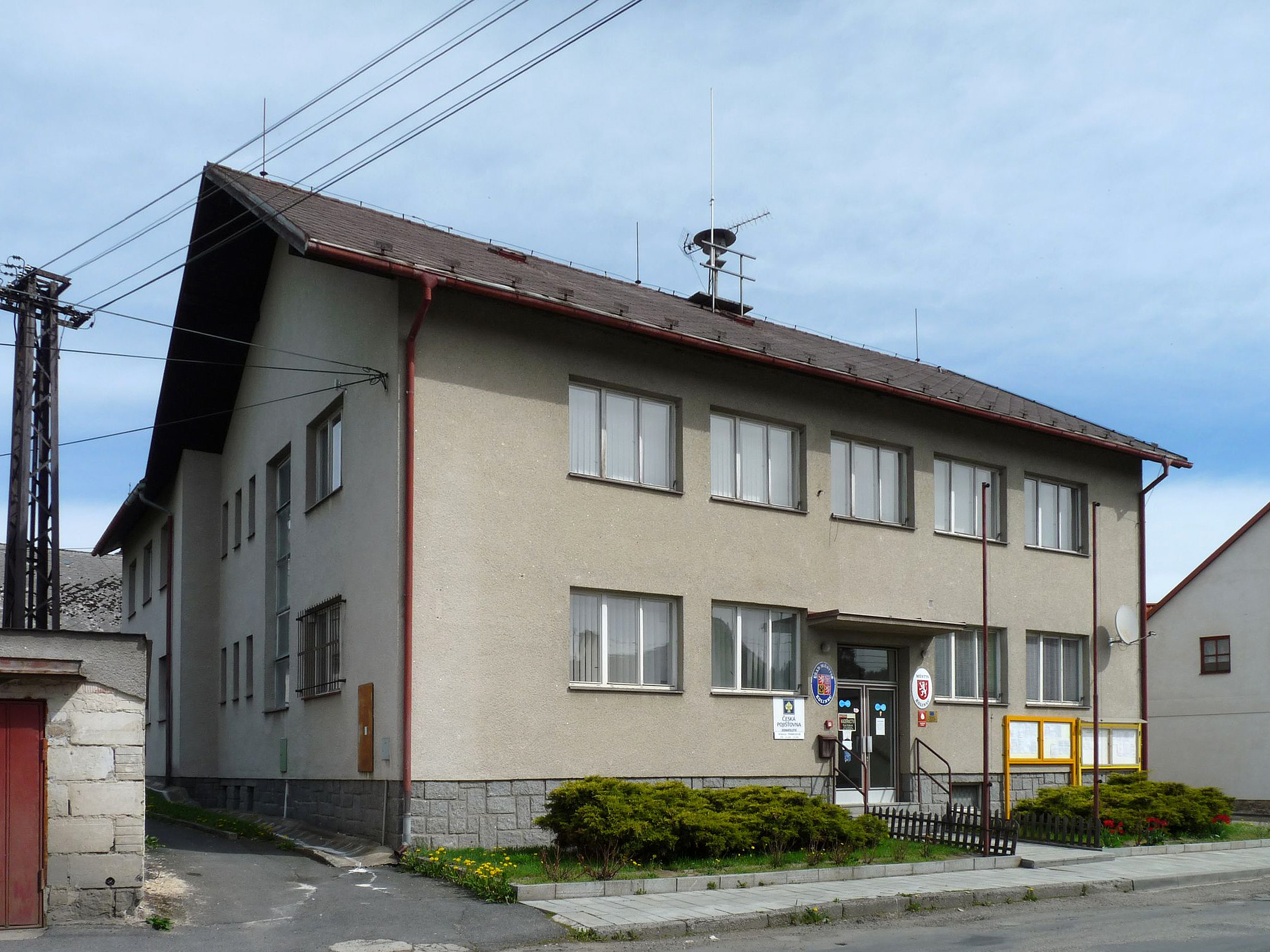
obecní úřad
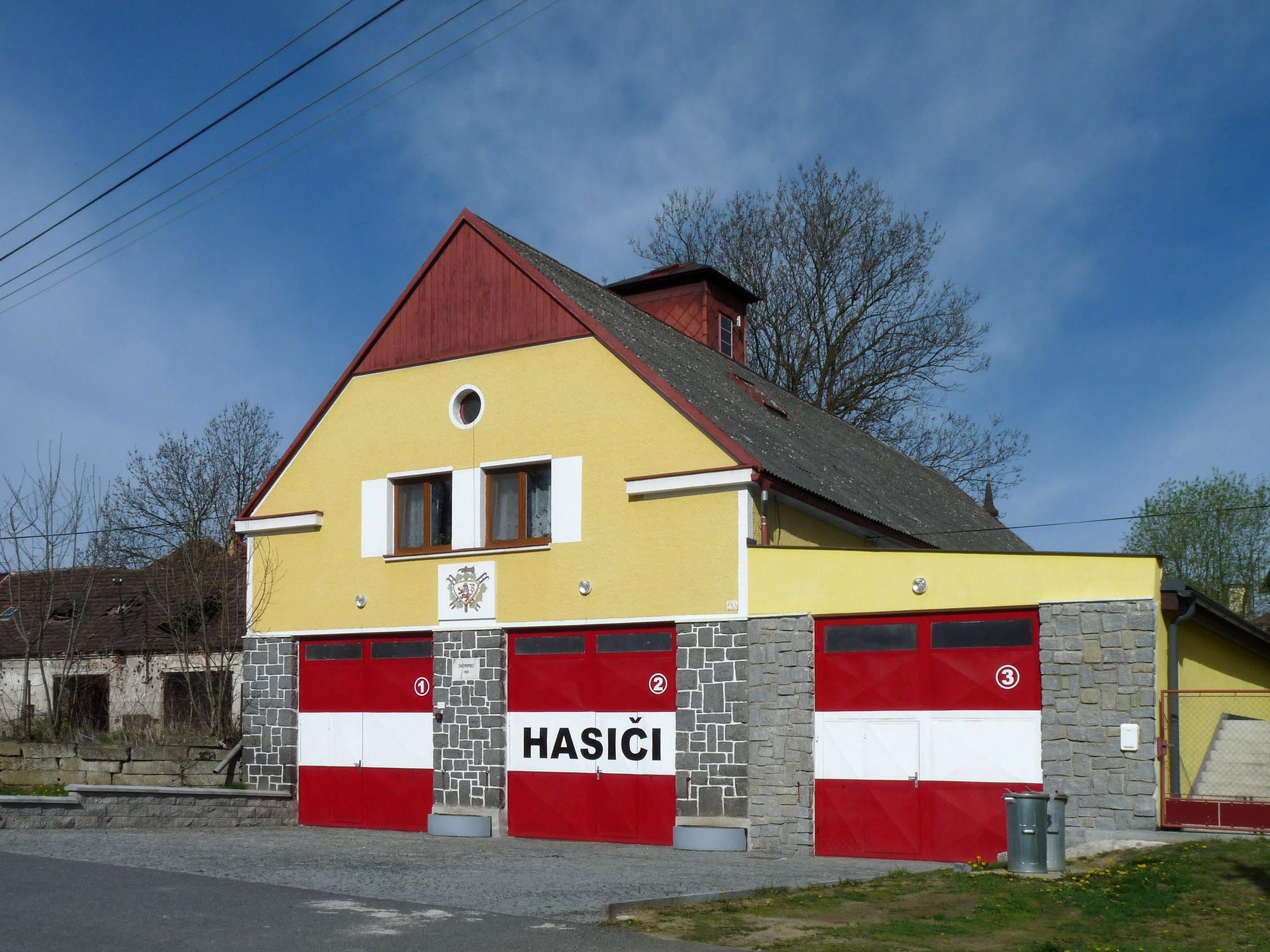
hasičská zbrojnice